# Idgia asirensis
Idgia asirensis is een keversoort uit de familie Prionoceridae. De wetenschappelijke naam van de soort is voor het eerst geldig gepubliceerd in 1980 door Wittmer.